# Baloghia pulchella
Baloghia pulchella är en törelväxtart som beskrevs av Rudolf Schlechter och Ferdinand Albin Pax. Baloghia pulchella ingår i släktet Baloghia och familjen törelväxter. Inga underarter finns listade i Catalogue of Life.